# Michigan City (Dakota du Nord)
Pour les articles homonymes, voir Michigan City.
La ville de Michigan City est située dans le comté de Nelson, dans l’État du Dakota du Nord, aux États-Unis. Sa population s’élevait à 294 habitants lors du recensement de 2010, estimée à 271 habitants en 2018.
Localement, la ville est appelée Michigan.

## Démographie
| 1900 | 1910 | 1920 | 1930 | 1940 | 1950 |
| ---- | ---- | ---- | ---- | ---- | ---- |
| 309  | 449  | 491  | 433  | 491  | 486  |

| 1960 | 1970 | 1980 | 1990 | 2000 | 2010 |
| ---- | ---- | ---- | ---- | ---- | ---- |
| 451  | 478  | 502  | 413  | 345  | 294  |

## Source
- (en) Cet article est partiellement ou en totalité issu de l’article de Wikipédia en anglais intitulé « Michigan City, North Dakota » (voir la liste des auteurs).